# 平山行蔵

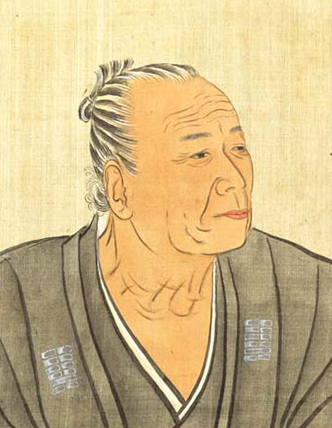
平山行蔵肖像『近世名家肖像』より

平山 行蔵（ひらやま こうぞう、宝暦9年（1759年） - 文政11年12月14日（1829年1月19日））は、日本の江戸時代後期の幕臣で兵法家。剣術流派として講武実用流を称した。間宮林蔵、近藤重蔵とともに「文政の三蔵」と呼ばれる。名は潜。字は子龍。通称を行蔵といい、号を兵原、兵庵、潜軒、練武堂、運籌真人などと称した。

## 経歴
江戸幕府御家人、平山勝籌（甚五左衛門）の子として江戸四谷伊賀町に生まれた。行蔵は伊賀組同心として30俵2人扶持の微禄でありながら、四谷北伊賀町（現新宿区三栄町）稲荷横丁の自宅に道場「兵聖閣武道塾」を構えていた。
真貫流の山田松斎（茂兵衛）に学び、一流を起こして忠孝真貫流と称し、後に講武実用流と改めた。長沼流軍学を斎藤三太夫、大島流槍術を松下清九郎、柔術と居合を渋川時英（伴五郎、渋川流。柔術については竹内流「腰之廻」も）、武衛流砲術を井上貫流左衛門にそれぞれ学んだ。 このほか、水泳、馬術、弓術、棒術などいわゆる「武芸百般」に通じ、学問についても昌平黌で古賀精里に学んだ儒学を基礎に、農政・土木学に至るまで習得したという。
行蔵は背丈が低かったにもかかわらず、3尺8寸（約115cm）という長い刀を差していた。毎朝起きると7尺の棒を振ること500回、長さ4尺・幅3寸の居合刀を抜くこと200回 - 300回、読書をしながらケヤキの板を両拳で叩いて拳骨を鍛え、書に倦むと水風呂に入って惰気を払うといった生活で、61歳になるまでは土間に寝、夜具を用いなかった。居間には長刀、木刀、長竹刀、槍など数十本に始まり、大砲、抱え筒、鉄砲、鉄棒、薙刀などの武具、具足櫃、木箱が乱雑に詰め込まれ、庭は草ボウボウという有様だった。
扶持米を俵のまま玄関に起き、玄米をそのまま炊いて食べた。居間の押し入れに酒の入った4斗樽を据え付けて冷や酒を呑むことは、晩年、中風のために起居が不自由になってもやめなかった。「べらぼうめ」が口癖で、世の文弱な風潮に憤激しながら没したという。
事理一体観に基盤を置いた近世稀に見る兵法家であり、総数2980巻、1085部の莫大な和漢の兵書名、362種の戦地兵器類を収集していた。1828年（文政11年）12月14日没。享年70。四谷愛住町、永昌寺に葬る。

## 行蔵の門人
門人のうち、別格筆頭が相馬大作事件の相馬大作（下斗米秀之進）である。このほか、吉里信武（呑敵斎、呑敵流）、妻木弁之進、小田武右衛門、松村伊三郎を「平山門の四天王」という。
勝海舟の父、勝小吉が行蔵に学んでおり、『平子龍先生遺事』という著作がある。

## 著書
『剣説』『剣微』

## 参考書籍
- 『日本剣豪100選』（綿谷雪著、秋田書店）
- 蒲生重章「平山行蔵傳」：『近世偉人傳・初編』(明治10年)より
- 石岡久夫『兵法者の生活 第6章 平山兵原の生涯』雄山閣〈生活史叢書 30〉、205-216頁。

## 関連文献
- 『剣と禅』大森曹玄 春秋社、1966年、六章、必死三昧 - 平山子竜と仁王禅
- 『概説 武芸者』小佐野淳 新紀元社、2006年、p.116